# Nils Thyresson
Nils Thyresson, född 19 juli 1915 i Västerås, död 21 juni 2008 i Helga Trefaldighets församling i Uppsala, var en svensk läkare och medicine professor, ledande inom svensk dermatologi och venereologi. 

## Biografi
Nils Thyresson var son till rektor Hjalmar Thyresson och Ingrid, född Ekelund, samt bror till justitieombudsman Gunnar Thyresson. 
Under sin specialistutbildning rekryterades Nils Thyresson till det nystartade Folkhälsoinstitutets yrkeshygieniska avdelning där han genomförde en utredning om yrkeshudsjukdomar vilket ledde fram till en ny lag om yrkesskadeförsäkring som trädde i kraft 1954. Detta blev starten för en ny subspecialitet - yrkesdermatologi.
Sin dermatologiska karriär inledde Nils Thyresson på hudkliniken vid Karolinska sjukhuset som öppnats 1948. Här genomförde han bland annat pionjärbehandling med penicillin av hudsymptom som sedermera visade sig bero på Borreliainfektion. 1951 disputerade han vid Karolinska institutet. 1954 flyttade Thyresson till Akademiska sjukhuset i Uppsala där han 1958 utnämndes till professor. Han stannade i Uppsala fram till 1968 då han utnämndes till professor vid Karolinska institutet och ledde hudkliniken vid Karolinska sjukhuset fram till sin pensionering 1980.
Nils Thyresson engagerade sig i patientföreningar och deltog aktivt vid bildandet av Psoriasisförbundet och blev dess första vetenskaplige rådgivare. Han var under åren 1968-1987 även huvudredaktör för tidskriften Acta Dermato-Venereologica, grundad 1920. Från att ha haft en i huvudsak skandinavisk prägel utvecklades Acta under hans ledning till en internationell tidskrift.
Efter sin pensionering manifesterade sig hans stora intresse för medicinsk historia i flera böcker bland andra Från Franzoser till Aids, 1991.
Thyresson-dagen på Karolinska Universitetssjukhuset arrangeras för att diskutera hudpatologiska fall som en årlig påminnelse om Nils Thyressons stora betydelse för stringent diagnostik och akademisk diskussion.